# Parc national de Joshua Tree
Pour les articles homonymes, voir The Joshua Tree (homonymie).
Le parc national de Joshua Tree (en anglais : Joshua Tree National Park) est un parc national situé dans le sud-est de la Californie. Le parc doit son nom aux arbres de Josué (Yucca brevifolia) originaires du désert de Mojave. Initialement déclaré monument national en 1936, Joshua Tree a été redésigné comme parc national en 1994 lorsque le Congrès américain a adopté la California Desert Protection Act. Comprenant une surface de 3 199 km2 — soit une superficie légèrement plus grande que l'État de Rhode Island — le parc comprend 1 739 km2 de nature sauvage désignée. Le parc se trouve dans les comtés de Riverside et de San Bernardino et abrite deux écosystèmes de désert distincts : le désert du Colorado, aux altitudes basses, et le désert des Mojaves aux élévations plus hautes. Ce dernier est l'habitat du Joshua tree, arbre de Josué, une espèce que l'on rencontre uniquement au sud-ouest des États-Unis.

## Histoire
Les premiers habitants connus de la terre dans et autour de ce qui est devenu plus tard le parc national de Joshua Tree étaient les gens de la culture Pinto, qui vivaient et chassaient ici entre 8000 et 4000 avant notre ère. Leurs outils en pierre et leurs pointes de lance, découverts dans le bassin de Pinto dans les années 1930, suggèrent qu'ils chassaient le gibier et cueillaient des plantes saisonnières, cependant on ne sait pas grand-chose sur eux. Les résidents postérieurs ont inclus les Serranos, les Cahuillas et les Chemehuevi (en). Tous vivaient parfois dans de petits villages dans l'eau ou près de l'eau, en particulier l'Oasis de Mara dans ce que les non-autochtones ont appelé plus tard Twentynine Palms. Ils étaient des chasseurs-cueilleurs qui vivaient en grande partie d'aliments végétaux complétés par du petit gibier, des amphibiens et des reptiles tout en utilisant d'autres plantes pour fabriquer des médicaments, des arcs et des flèches, des paniers et d'autres articles de la vie quotidienne. Un quatrième groupe, les Mojaves, a utilisé les ressources locales en voyageant le long des sentiers entre le fleuve Colorado et la côte du Pacifique. Au XXIe siècle, un petit nombre des quatre peuples vivent dans la région près du parc. La Twentynine Palms Band of Mission Indians, descendants des Chemehuevi, possède une réserve à Twentynine Palms.
En 1772, un groupe d'Espagnols dirigé par Pedro Fages, a fait les premières observations européennes de Joshua Tree tout en poursuivant des convertis indigènes au christianisme qui s'étaient enfuis d'une mission à San Diego. En 1823, année où le Mexique est devenu indépendant de l'Espagne, une expédition mexicaine de Los Angeles, dans ce qui était alors la Haute-Californie, aurait exploré aussi loin à l'est que les montagnes Eagle dans ce qui est devenu plus tard le parc. Trois ans plus tard, Jedediah Smith a dirigé un groupe de trappeurs et d'explorateurs de fourrure américains le long du Mohave Trail à proximité, et d'autres ont rapidement suivi. Deux décennies plus tard, les États-Unis ont vaincu le Mexique dans la guerre américano-mexicaine (1846-1848) et occupa environ la moitié du territoire d'origine du Mexique, y compris la Californie et le futur parc.

## Géographie
Le désert de Mojave, plus haut et plus frais, est l'habitat spécial de Yucca brevifolia, l'arbre de Josué qui a donné son nom au parc. Il est présent dans des motifs allant de forêts denses à des spécimens éloignés. En plus des forêts d'arbres de Josué, la partie ouest du parc comprend certains des affichages géologiques les plus intéressants trouvés dans les déserts de Californie. Les caractéristiques géologiques dominantes de ce paysage sont des collines de roche nue, généralement divisées en rochers lâches. Ces collines sont populaires parmi les amateurs d'escalade. La plaine entre ces collines est faiblement boisée d'arbres de Josué. Ensemble avec les tas de rochers et Skull Rock (en), les arbres font le paysage d'un autre monde. Les températures sont plus agréables au printemps et à l'automne, avec une moyenne haute / basse de 29 et 10 °C respectivement. L'hiver apporte des jours plus frais, environ 16 °C et des nuits glaciales. Il neige occasionnellement à des altitudes plus élevées. Les étés sont chauds, à plus de 38 °C pendant la journée et ne refroidissent pas bien en dessous de 24 °C jusqu'aux premières heures du matin.

## Protection
Le 10 août 1936, le président Franklin D. Roosevelt a utilisé le pouvoir de la Loi sur les Antiquités de 1906 pour établir le monument national de Joshua Tree, protégeant environ 3338 km². En 1950, la taille du parc a été réduite d'environ 1 173,6 km2 pour ouvrir la terre à plus d'exploitation minière. Le monument a été redésigné comme parc national le 31 octobre 1994, par le Desert Protection Act, qui a également ajouté 947 km2. En 2019, le parc s'est agrandi de 18,3 km2 en vertu d'un projet de loi inclus dans la loi John D. Dingell, Jr. sur la conservation, la gestion et les loisirs,.

## Flore
Le parc abrite des buissons, des ocotillos ou encore des cactus. C'est dans la partie du parc située dans le désert de Mojave que l'arbre de Josué s'épanouit. Il supporte les températures extrêmes qui y règnent perpétuellement, pouvant vivre près de 200 ans. Le tronc est constitué de nombreuses fibres et non d'anneaux. Il est alors difficile d'évaluer l'âge de l'arbre. Le seul palmier originaire de Californie, le palmier de Californie (Washingtonia filifera), se rencontre naturellement dans cinq oasis du parc, rares endroits où l'eau coule naturellement toute l'année, favorisant toutes les formes de faune.

## Faune
Les animaux qui prospèrent à Joshua Tree ont souvent des adaptations spéciales pour faire face à une eau limitée et à des températures estivales élevées. Les petits mammifères et tous les reptiles se réfugient en journée sous terre. Les mammifères du désert utilisent plus efficacement l'approvisionnement en eau de leur corps que le corps humain. Les reptiles sont physiologiquement adaptés pour vivre avec peu d'eau, et les oiseaux peuvent voler vers des sources d'eau lorsqu'ils ont besoin de boire. Néanmoins, les sources et les suintements dans le parc sont nécessaires à la survie de nombreux animaux. La plupart des reptiles et de nombreux petits rongeurs et insectes passent en état d'hibernation inactif pendant l'hiver. Cependant, l'hiver est le moment des plus grandes concentrations d'oiseaux dans le parc, en raison de la présence de nombreuses espèces migratrices.
250 espèces d'oiseaux traversent ou habitent le parc, dont le fameux grand géocoucou (roadrunner), le troglodyte des cactus et la caille de Gambel. Les aigles royaux chassent régulièrement dans le parc.
Les oiseaux, les lézards et les écureuils terrestres sont les plus susceptibles d'être vus car ils sont largement actifs pendant la journée. Cependant, la nuit, les animaux du désert sortent pour errer. Les animaux principalement nocturnes comprennent les serpents, les mouflons d'Amérique, les rats kangourous, les coyotes, les lynx roux et les lièvres à queue noire. La tortue du désert est une espèce de reptile menacée qui habite les plaines de broussailles de créosotiers dans le désert de Mojave. La tortue est bien adaptée aux conditions arides et boit rarement de l'eau, car la majeure partie de leur eau provient des plantes qu'elles consomment. La grenouille arboricole de Californie se trouve dans les sources d'eau rocheuses et permanentes créées par la faille Pinto le long de la bordure nord du parc. Le crapaud à points rouges est un véritable habitant du désert, où il passe la majeure partie de sa vie sous terre. Trouvé d'un bout à l'autre du parc, il apparaît après des pluies abondantes. La tarentule Aphonopelma iodium et le scorpion géant du désert Hadrurus arizonensis sont des arthropodes qui peuvent atteindre plus de 10 cm de long. La teigne du yucca Tegeticula paradoxa est responsable de la pollinisation des arbres de Josué qui ont donné son nom au parc.

## Culture
Le parc fut par ailleurs un lieu de retraite privilégié pour le milieu hippie de Los Angeles vers 1970. Le milieu musical californien (The Byrds, le groupe Crosby, Stills & Nash, Tom Waits, Neil Young ou même The Eagles) le consacrèrent comme l'épicentre de la culture californienne entre le milieu des années 1970 et 1975. L'arbre a donné son nom au cinquième album du groupe irlandais U2.
(19204) Joshuatree est un astéroïde nommé d'après le parc.

## Tourisme
Le nombre total de visiteurs a plus que doublé entre 2013 et 2019, atteignant même les 3 millions en 2022. La sensibilisation à la floraison des fleurs sauvages au printemps a entraîné une augmentation du nombre de visiteurs. Le parc est populaire auprès des randonneurs et également des grimpeurs. L'observation des étoiles est ici très populaire, bénéficiant d'excellentes conditions d'observation, par l'altitude, l'air sec du désert et le ciel nocturne naturellement sombre. En 2017, l’International Dark-Sky Association a désigné Joshua Tree comme un parc de ciel étoilé.

## Galerie

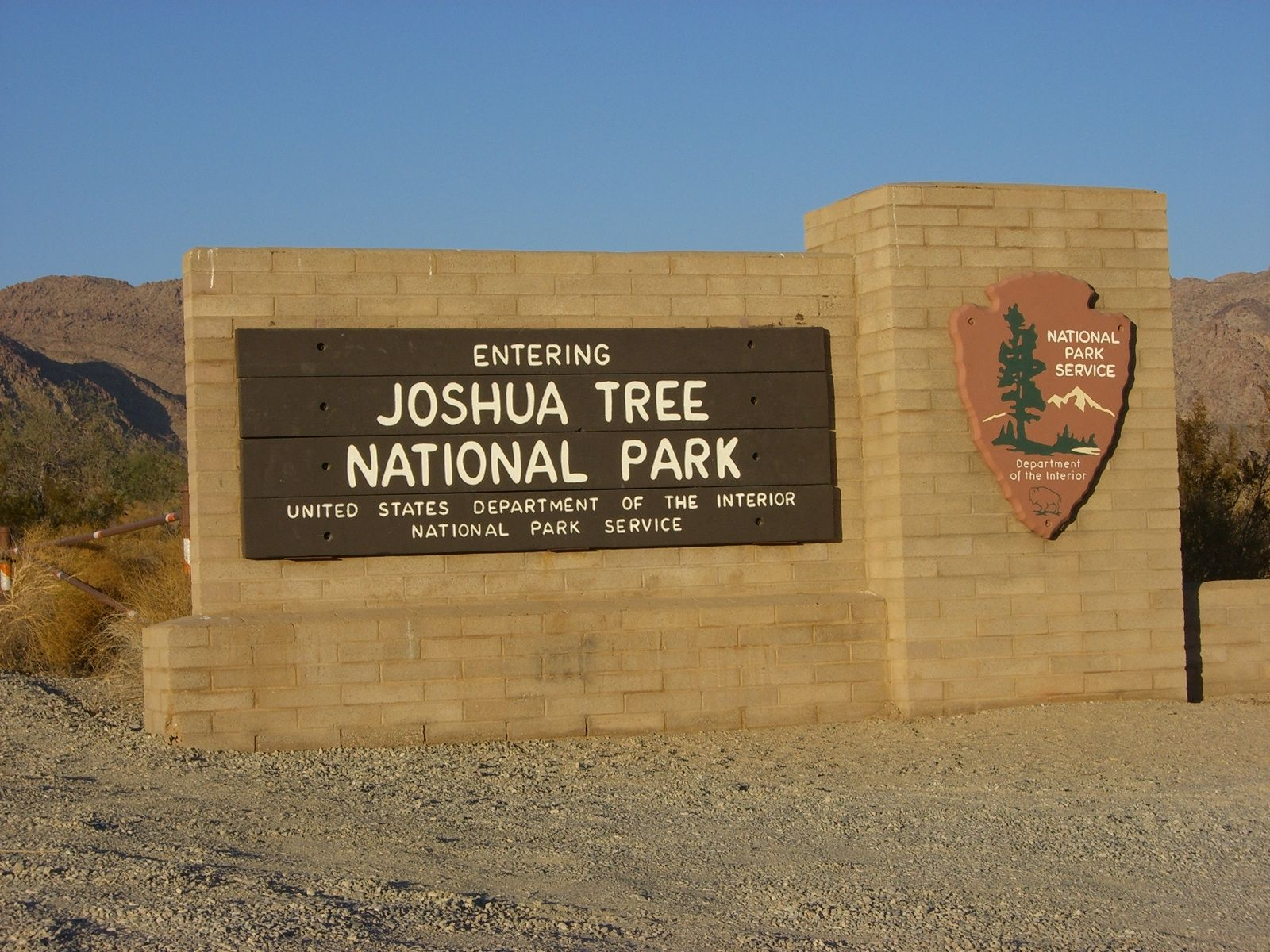
Une des entrées du parc
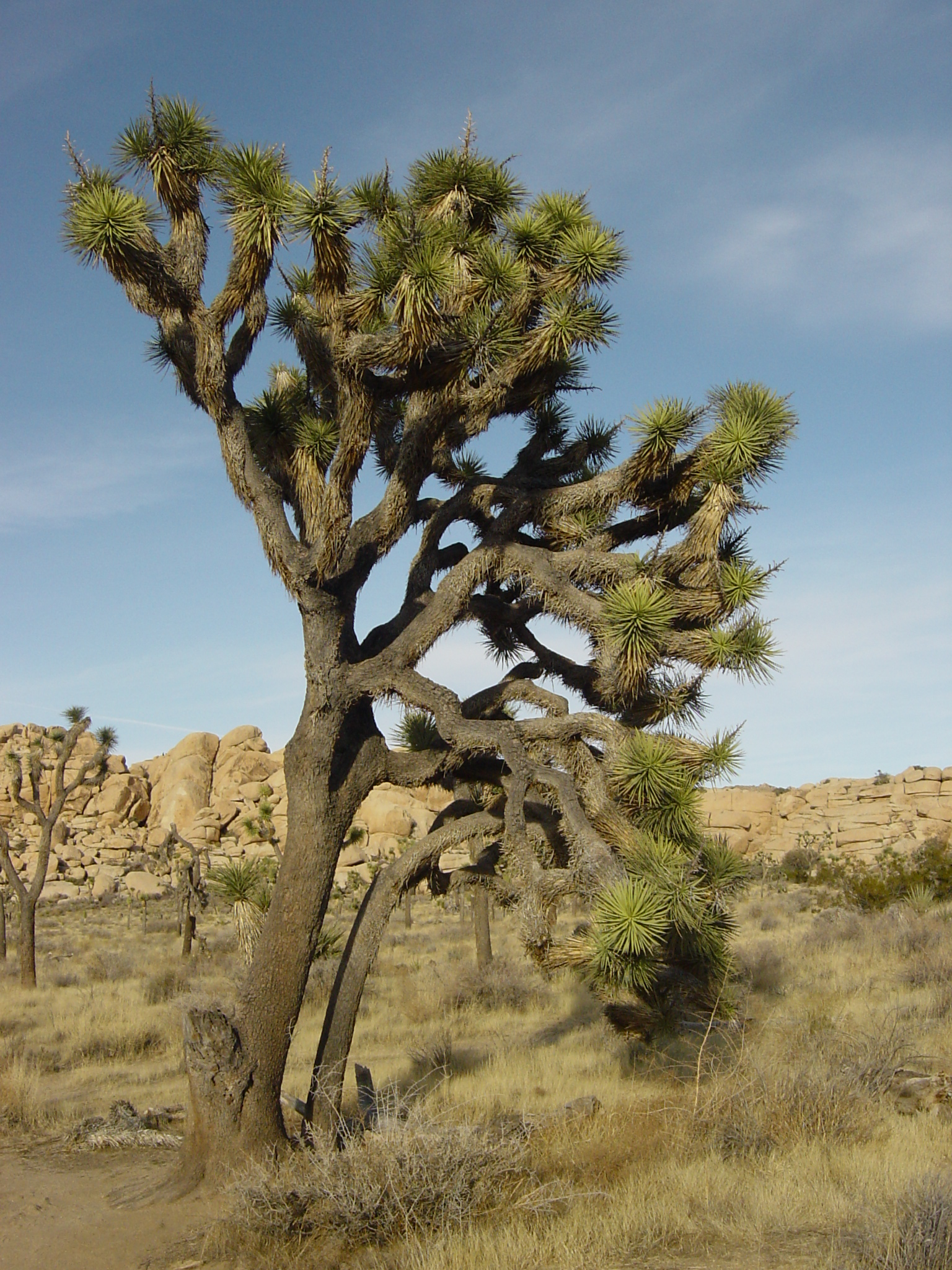
Un arbre de Josué
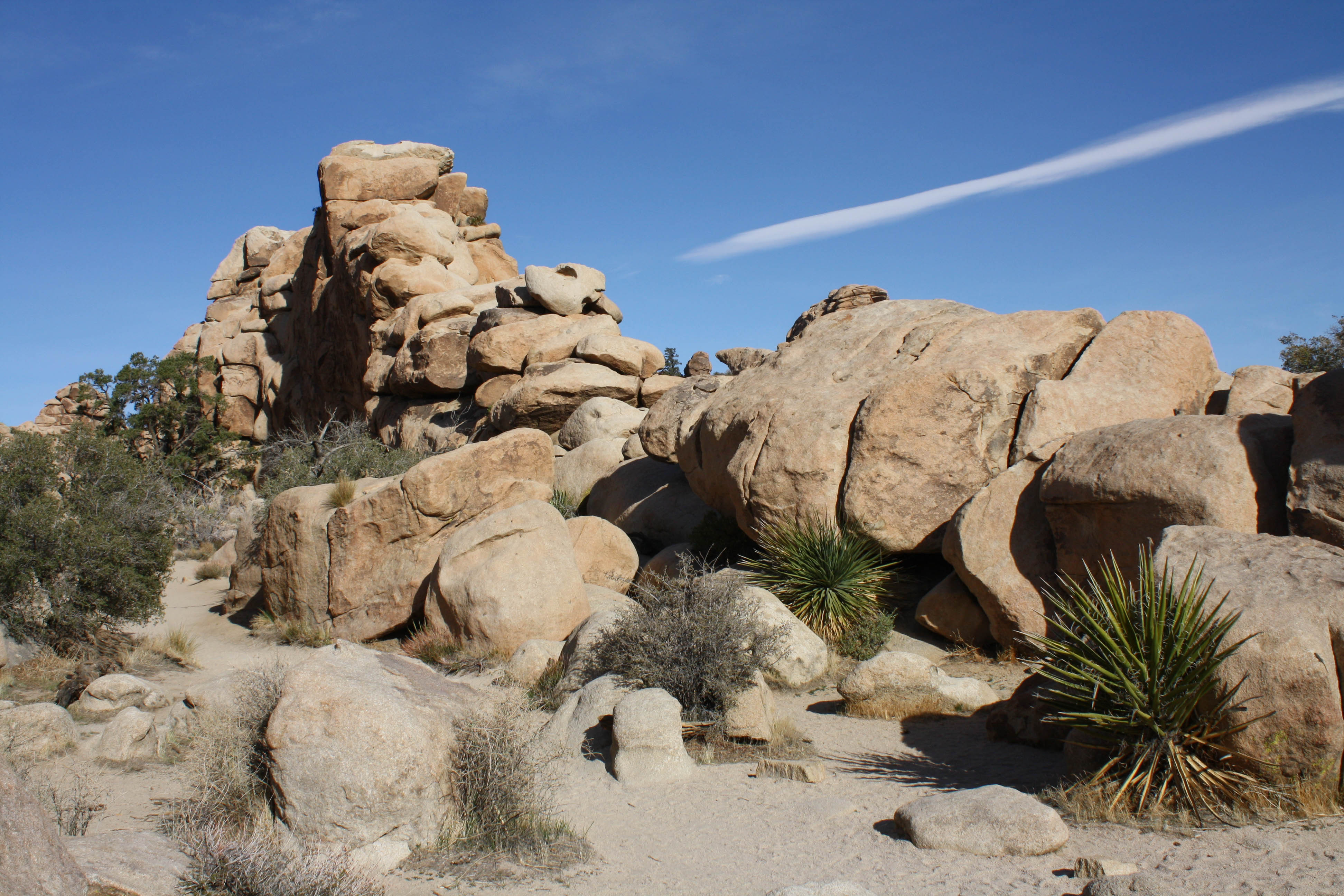
Formation rocheuse du parc
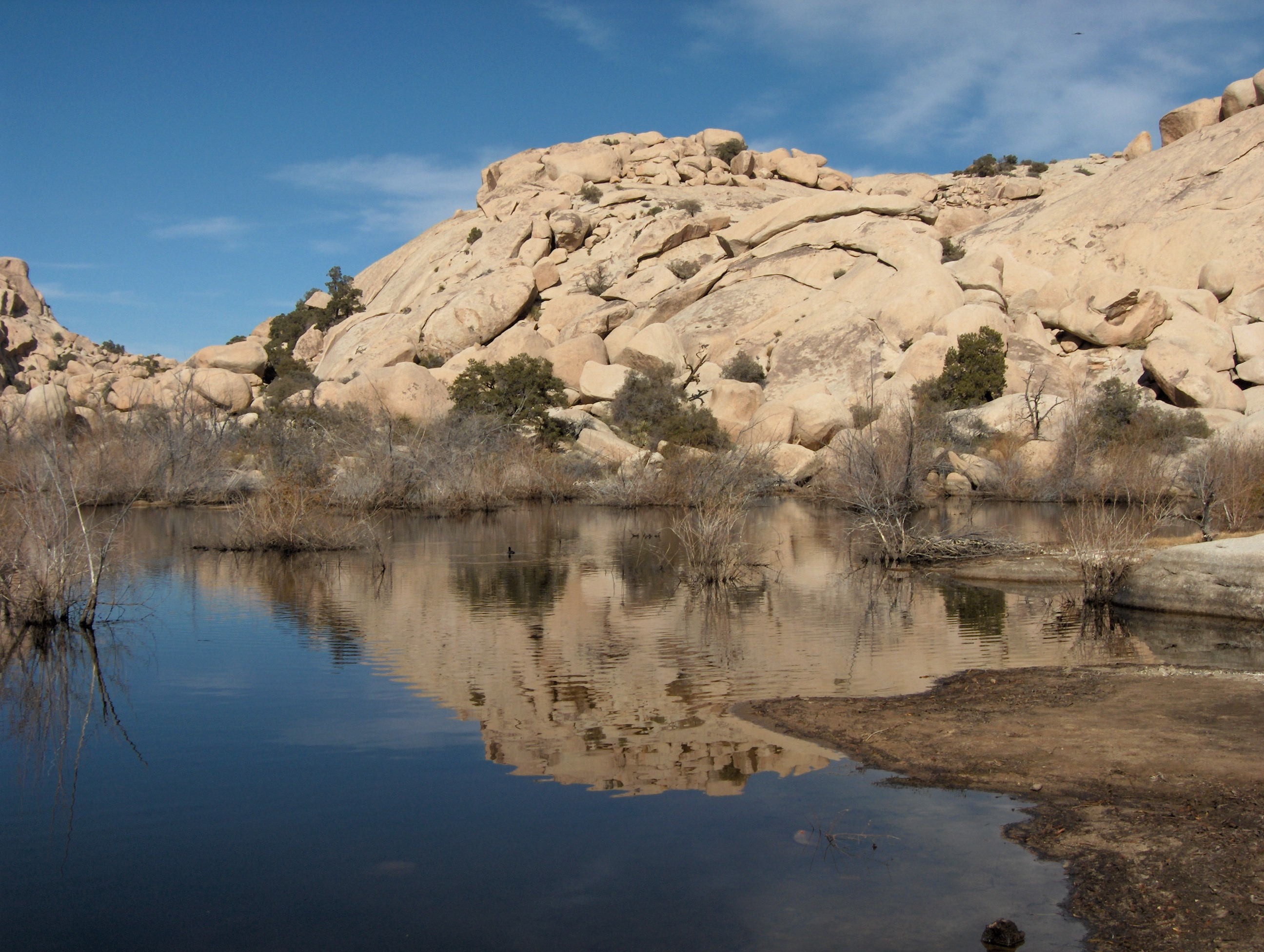
Barrage Barker
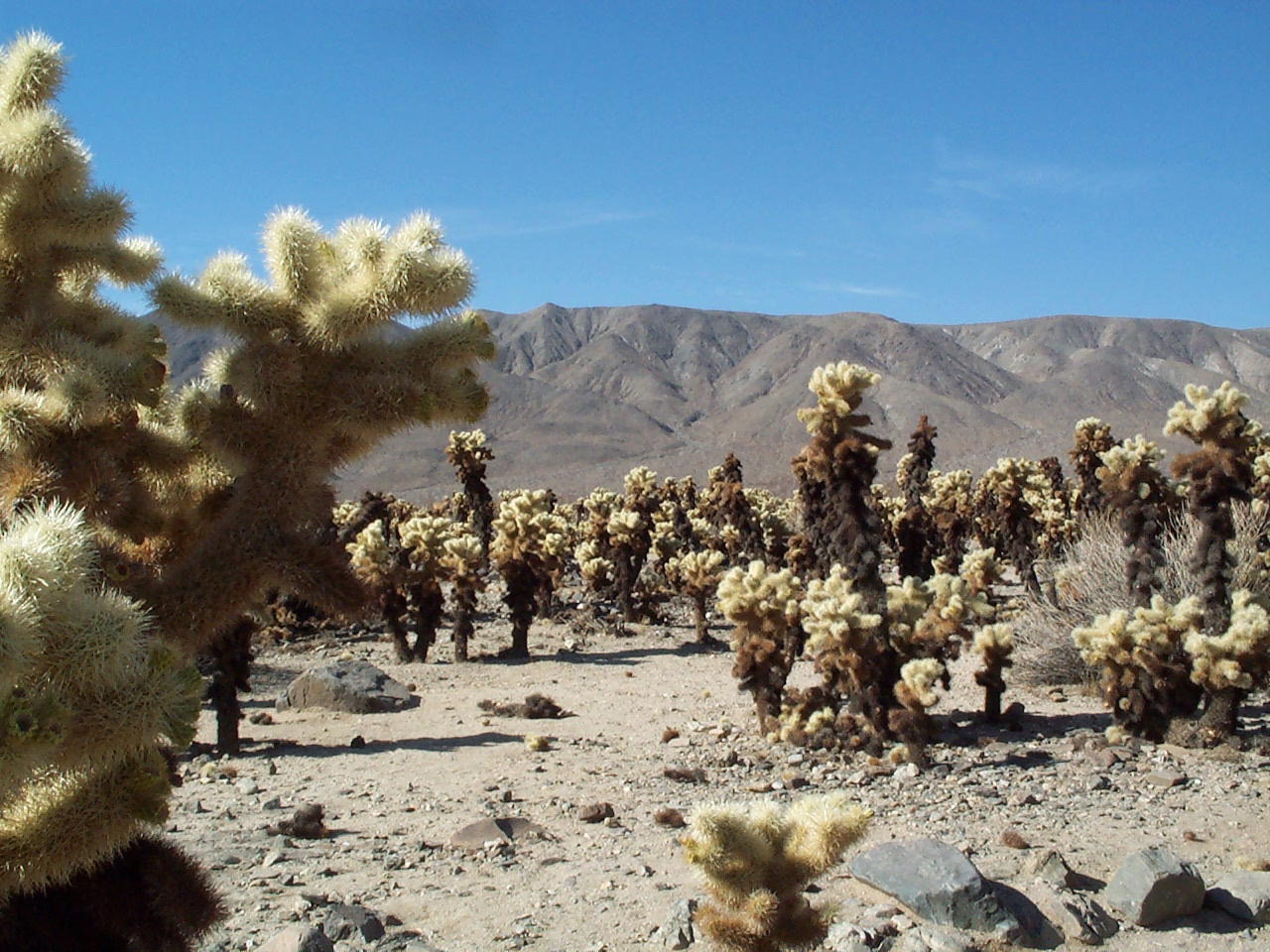
Cholla Cactus Garden
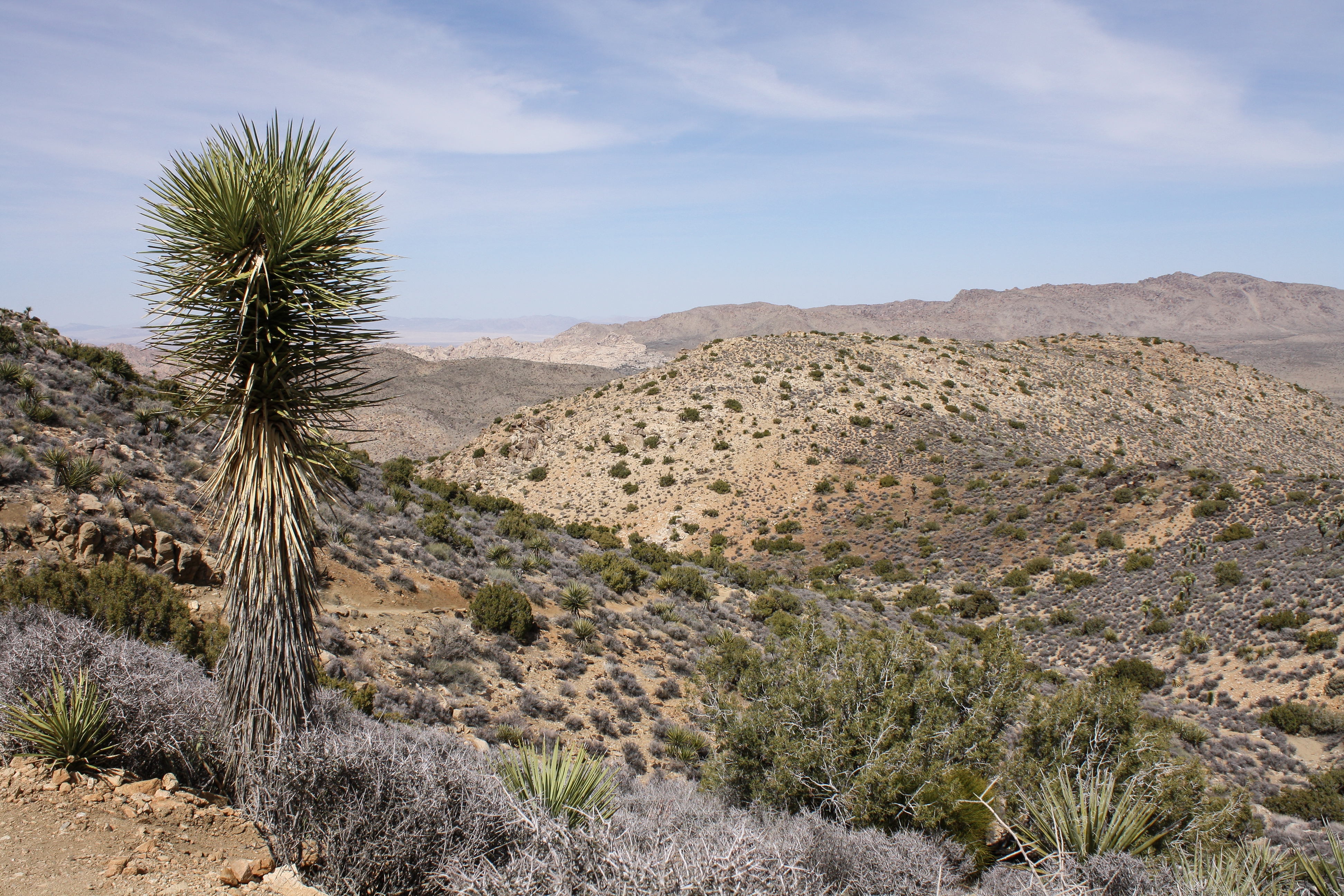
Paysage du Ryan Mountain Trail
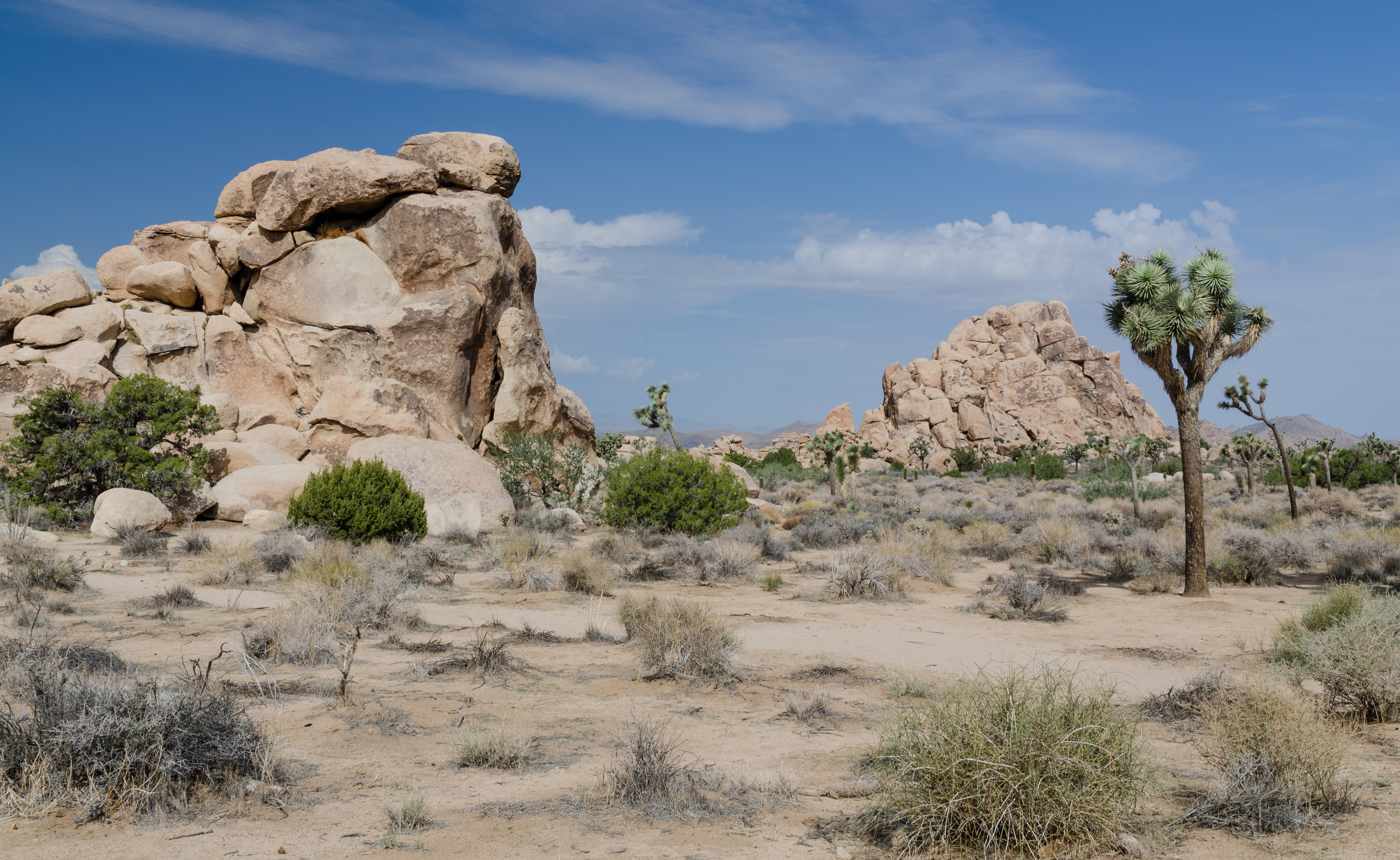
Paysage typique du désert des Mojaves
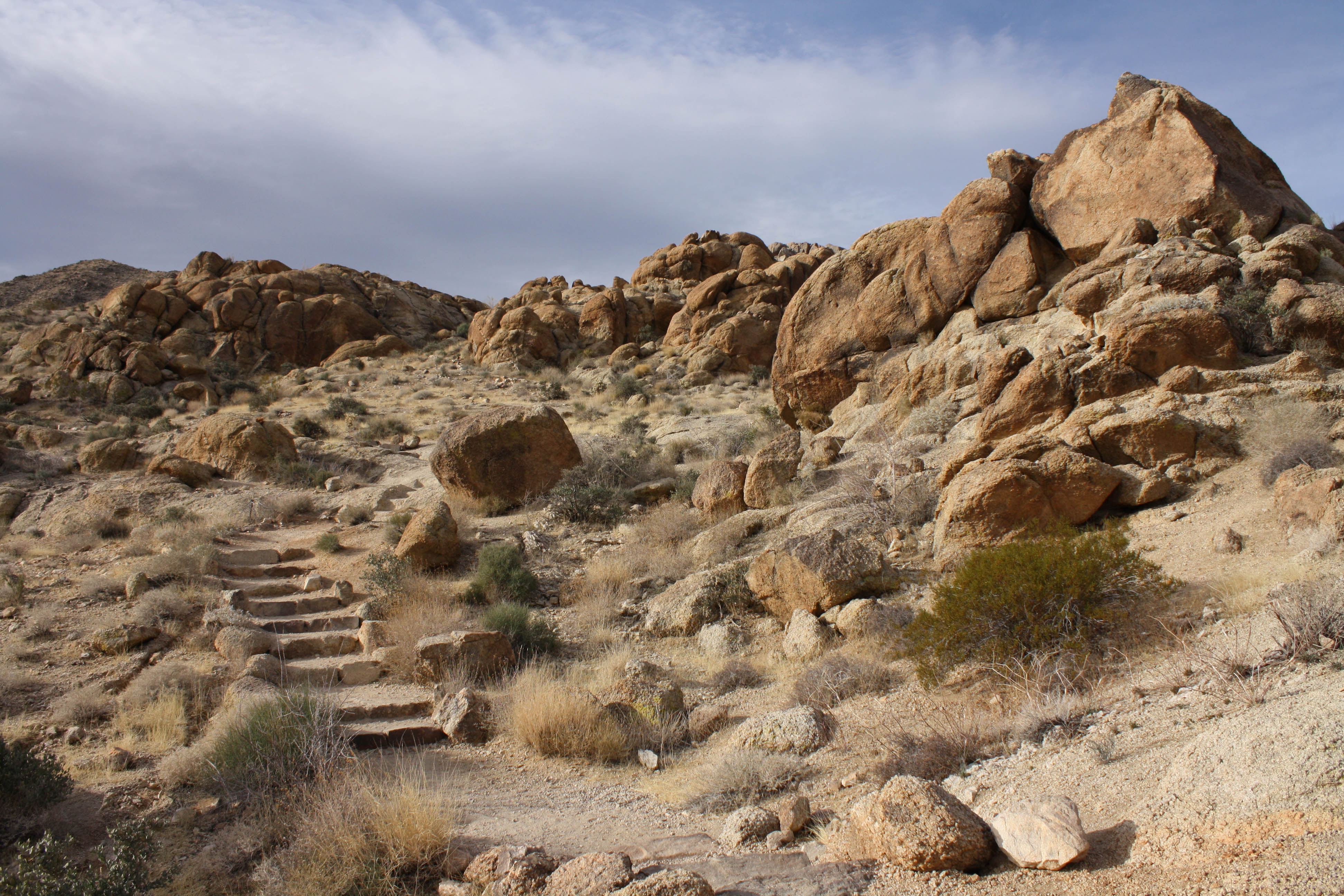
Début du Fortynine Palms Oasis Trail
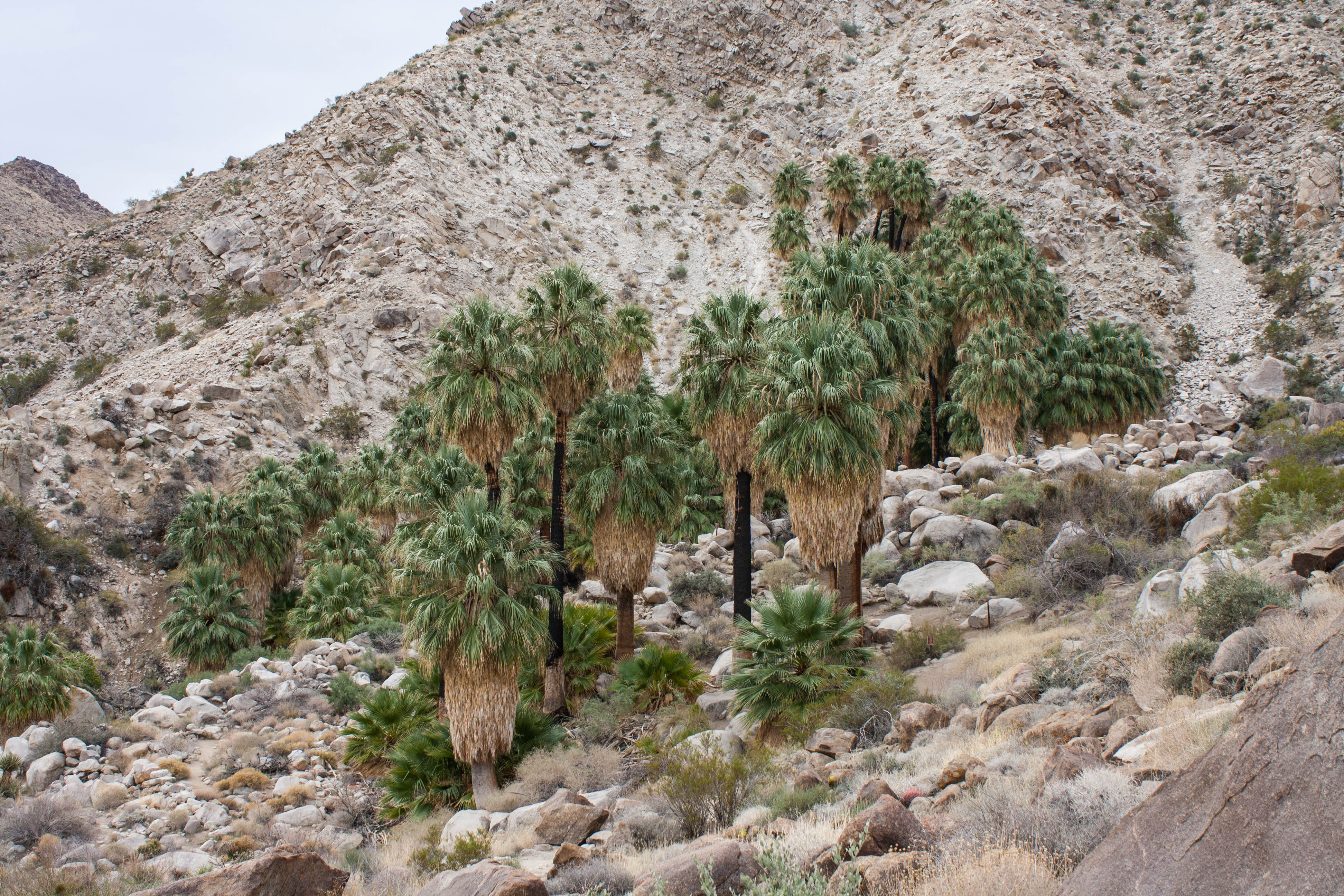
L'oasis Fortynine Palms
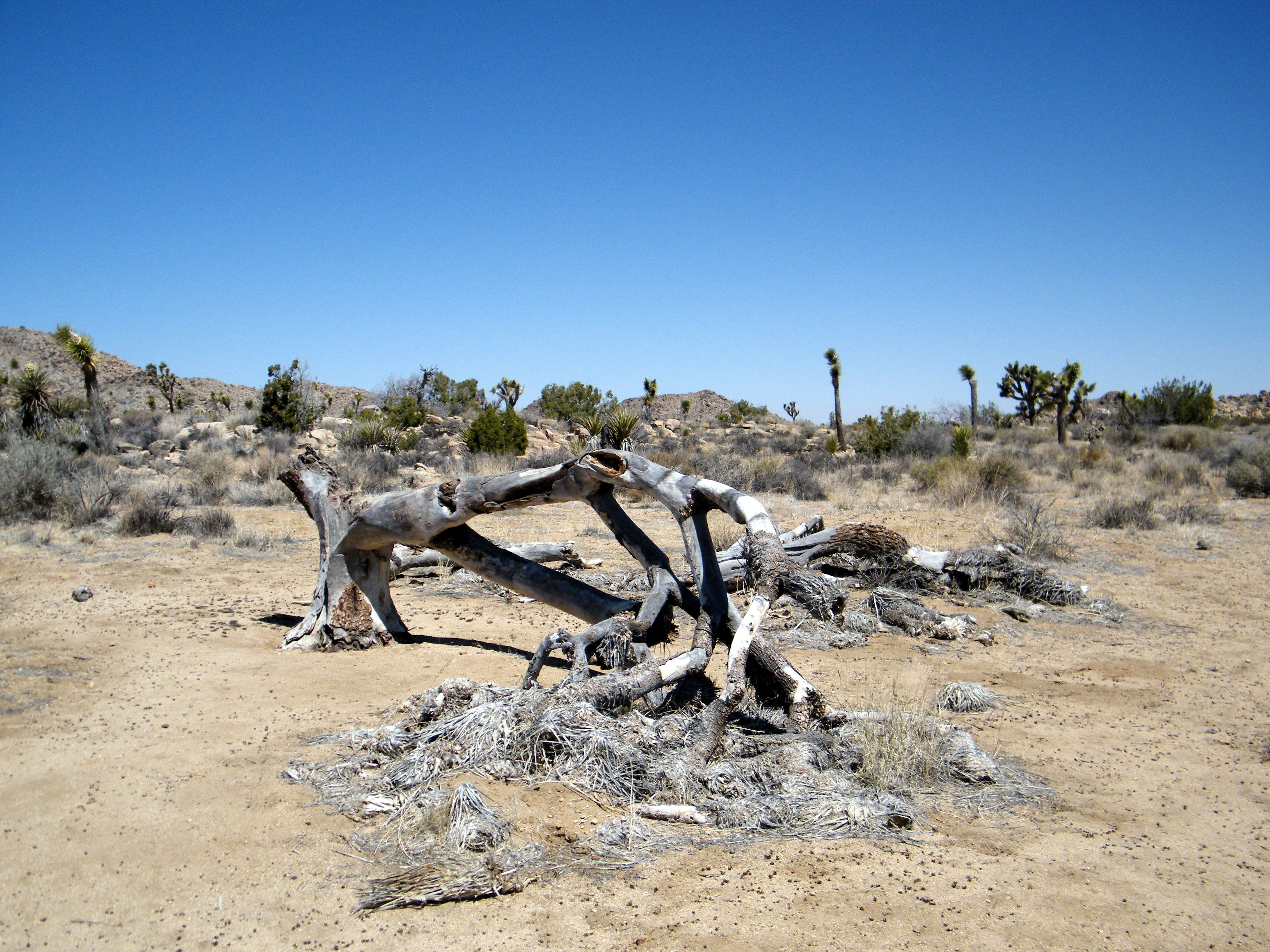
Un arbre mort